# 明朝皇伝 〜大王への道〜
『明朝皇伝 〜大王への道〜』（みんちょうこうでん だいおうへのみち、原題：回到明朝当王爷之杨凌传）は、2018年の中国のテレビドラマ。総製作費30億円。全40話。

## 概要
明の正徳帝を支えた架空の人物・楊凌を中心に描く中国歴史ドラマ。

## あらすじ
明の弘治帝の政治により民は安らかに暮らしていた。ところが実は鶏鳴駅にタタール軍が忍び寄っていた。
一方、秀才（科挙の合格者）の楊凌は挙式の日に故人となるが、妻は結婚式をやめなかった。そして予測できない事態から、楊凌の波乱万丈な人生が始まるのである。

## スタッフ
- 監督：徐進良
- 脚本：月関（中国語版）

## 主題歌
- 破繭（オープニング）[1]

歌詞：程詩迦、作曲：程詩迦、歌：李琦
- 若只如初見（エンディング）[2]

歌詞：張贏、作曲：程詩迦、歌：金莎
- 愛無界（挿入歌）[3]

歌詞：張贏、作曲：劉晨野、羅錕、歌：劉惜君
- 夙願（挿入歌）[4]

歌詞：勝嶼、作曲：勝嶼、歌：劉芮麟
- 紅塵越（挿入歌）[5]

歌詞：林喬、作曲：林徳龍、歌：李煒

## 登場人物・出演者

### 主な人物
| 役名   | 演                 | 紹介 | 声     |
| 楊凌   | ジャン・ジンフー   | 鶏鳴駅駅丞→東宮侍読→神機営左哨軍参将→威武伯→内廠提督 主人公。韓幼娘の夫。 1話の冒頭で目覚めたときには棺の中にいて、幼娘が自身の位牌と婚礼を挙げている真っ最中だった。奇跡的に生き返ったとされるも病だと診断され、腕の赤い線が心臓に達したときに死ぬと言われる。 秀才として機知に富み知略に長け、鶏鳴駅(町)をタタールの侵攻から守り抜いたことで名を知られるようになる。都で皇太子だった厚照と知り合って兄弟のような信頼関係を築き、やがて皇帝からも一目置かれ、厚照を支えるよう命じられる。武官からはしばしば『学者』だと見下されるが、戦略立案や兵士の人心掌握に関して優れた手腕を発揮する。ただし護身用の短銃は使いこなす一方で、一般的な武術では幼娘にすら敵わない。 厚照の即位後は、宦官と癒着した腐敗官吏の調査や倭寇対策、タタール対策など様々な職務にあたる。 複数の女性から想いを寄せられるが、本人は幼娘のみを一途に愛している。 | 姜広涛 |
| 韓幼娘 | ユエン・ビンイエン | 楊凌の妻。幼馴染で許嫁の楊凌を深く愛し、彼が死んだとされた後も死んだ彼と婚礼を挙げた。楊凌が生き返ってからは妻として常に彼を気遣い、時には助命嘆願のため刑場へ乗り込むなど大胆な行動にも出る。夫がたびたび連れ帰る女性たちに対しては、時に嫉妬しながらもあたたかく接し、良好な関係を築く。棒術をはじめとした武術の心得がある。即位した後の朱厚照を叱ることのできる数少ない存在でもあり、張皇太后から宮城への出入りを特別に許されている。 | 蔡娜   |
| 朱厚照 | リウ・ルイリン     | 皇太子→明十一代・正徳帝 皇子時代には遊び好きでたびたび宮城を抜けだすなどしていたため、皇太子としての評価が割れていた。偶然出会った幼娘を慕って『幼娘姉さん(幼娘姐姐)』と呼ぶようになり、その夫の楊凌とも親しくなる。やがて楊凌とは兄弟のような信頼関係で結ばれ、父帝の遺言もあって、即位後は彼を重用するようになる。 皇子時代に唐一仙に一目惚れし、その面影を求め続けて姿絵を飾っている。即位後も結婚には後ろ向きで、皇后に対しては冷淡な態度をとり続ける。 変名には"黄東"を名乗ることが多い。 | 馬正陽 |
| 黛楼児 | リウ・イエン       | 元は江南随一の妓女だったが、楊凌と行動を共にし名を成綺韻と改める。 | 邱秋   |

### 楊凌の身近な人物
| 役名             | 演     | 紹介 | 声     |
| 伍漢超           | 張思帆 | 錦衣衛の千人隊長。 | 郭浩然 |
| 馬憐児           | 王紫璇 | 鶏鳴駅駅丞の娘。楊凌を慕っている。 | 徐佳琦 |
| 馬昂             | 金楷傑 | 馬憐児の兄。 |        |
| 閔文健           | 郝栄光 | 鶏鳴駅の駅令。 |        |
| 韓武             | 秦勇   | 韓幼娘の兄。 |        |
| 韓満倉           | 梁振倫 | 韓幼娘の弟。 | 馬斑馬 |
| 雲児             | 呂艶   | 都の楊府附きの侍女。 |        |
| 玉堂春           | 王俐丹 | 蒔花館の花魁。 | 朱褘   |
| 唐一仙           | 陳昊宇 | 蒔花館の花魁。蒔花館の歌姫で正徳帝の思い人。 |        |
| 花解語           | 陳昊宇 | 唐一仙に瓜二つの雑技団の娘。 |        |
| 李鳳姐           | 陳昊宇 | |        |
| 高文心           | 林予晞 | 女医で伍漢超の思い人。 | 張凱   |
| 羞花             | 王嵛   | 花解語の妹で寧王の側近。 |        |
| 劉大棒槌         | 郭鵬   | 神機営都司 |        |
| ファステンバーグ | 本亜信 | ポルトガル人。中国名・于永。 本職は商人。錦衣衛を経て東廠に所属していたが、楊凌が内廠を設立した直後に転属を願い出、彼の部下となった。アデニーとは幼い頃からの許嫁。 |        |
| アデニー         | 趙明莉 | ポルトガル人。本国では男爵位を持つ。ポルトガル王立海軍大尉、サンフランシスコ海事学校教官。 火砲の扱いに精通している。ファステンバーグとは幼い頃からの許嫁。         |        |
| 宋小愛           | 潘嚴   | 広西南丹州の土官。狼兵の首領。 チワン族の籍だが漢民族の血が流れている。伍漢超に想いを寄せ熱烈に言い寄る。                                                           | 唐小喜 |

### 明の皇族
| 役名       | 演     | 紹介                                                                                                  | 声 |
| 弘治帝     | 劉奕君 | 明十代皇帝                                                                                            |    |
| 王氏       | 于小慧 | 弘治帝の養母。                                                                                        |    |
| 張氏       | 王偉   | 弘治帝の正室。厚照の即位後は皇太后となる。                                                            |    |
| 皇后・夏氏 | 李葉青 | 正徳帝の正室。                                                                                        |    |
| 永福公主   | 宣璐   | 厚照の妹、永淳公主の姉。                                                                              |    |
| 永淳公主   | 黄思涵 | 厚照と永福公主の妹。                                                                                  |    |
| 朱宸濠     | 劉暁虎 | 寧王 明の初代皇帝朱元璋の第17子の朱権の子孫。朱権は永楽帝の靖難の変に協力したが、その子孫は没落した。 |    |
| 朱俊杖     | 岳冬峰 | 代王 正徳帝の叔父で大同を治める。                                                                     |    |

### 明の朝臣と宦官
- 張鶴齢（中国語版）：張国慶

張氏の兄。
- 王岳：岳暘（中国語版）

明の司礼監首領太監。
- 劉瑾：張野

正徳帝の側近。劉瑾を含め、正徳帝の八人の側近を『八虎』と呼ぶ。
- 李東陽：蘇茂（中国語版）

明の大臣。
- 王瓊（中国語版）：賀鏹

明の大臣。
- 謝遷（中国語版）：韓旭

明の大臣。
- 劉健（中国語版）：王建龍

明の大臣。
- 楊廷和：呉利華

明の大臣。
- 王華（中国語版）：胡志擁

明の礼部侍郎。
- 王陽明（王守仁）：高超

王華の息子で明の民部主事。タタールの襲撃にあった大同を守る。
- 馬永成（中国語版）：蔡佩池

明の宦官で八虎の一人。
- 張永（中国語版）：李勇

明の宦官で八虎の一人。
- 谷大用（中国語版）：戚駿祥

明の宦官で八虎の一人。
- 畢春：宋海頡

鶏鳴駅の都司。馬憐児を狙っている。

### その他
- 銀琦公主：王祉萱（英語版）

朶顔（どやん）三衛の公主。伍漢超に思いを寄せている。
- 花当：包徳磐

銀琦公主の父で朶顔三衛の領主。明とは共存したいと思っている。
- 伯顔：黒子（中国語版）

タタールの大汗。明の征服を企み、朶顔三衛とは牽制し合っている。
- 満都海：王思語

タタールの皇后。朶顔三衛の出身。